# Vibilius

Localisation en Germanie des Hermondures au

Vibilius ou Vibillius est le nom latinisé d'un puissant roi des Hermondures du milieu du Ier siècle apr. J.-C., mentionné dans les Annales de l'historien romain Tacite.
Pour Wilhelm Zimmermann (de), Vibil(l)ius est la latinisation du nom Weibel (ou Waibel), ce que conteste Felix Dahn.
Selon Tacite, Vibilius destitue le roi marcoman Catualda (en), qui avait lui-même destitué le roi Marobod en 18 apr. J.-C.. Catualda est remplacé par un certain Vannius (en), de la nation des Quades. En 50 apr. J.-C., Vibilius appuie militairement les neveux de Vannius, Vangion et Sidon (en), et les Lugiens, pour le renverser.

## Sources primaires
- Tacite, Annales, livre II, LXIII & livre XII, XXIX.